# 日列島

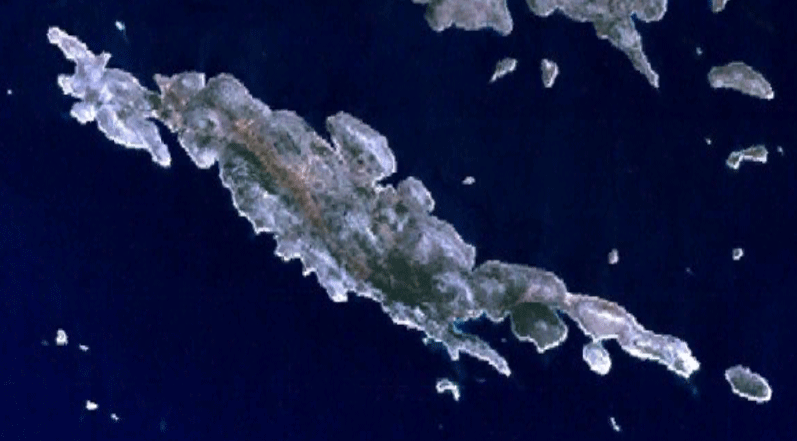

日列島是克羅地亞的島嶼，位於亞得里亞海，由希貝尼克-克寧縣負責管轄，長11.8公里、寬2.5公里，面積15.43平方公里，最高點海拔高度131米，2011年人口94。